# Mitch Larkin
Mitch Larkin (Buderim, 9 juli 1993) is een Australische zwemmer. Hij vertegenwoordigde zijn vaderland op de Olympische Zomerspelen 2012 in Londen en op de Olympische Zomerspelen 2016 in Rio de Janeiro.

## Carrière
Bij zijn internationale debuut, op de wereldkampioenschappen zwemmen 2011 in Shanghai, strandde Larkin in de series van zowel de 200 meter rugslag als de 200 en de 400 meter wisselslag.
Tijdens de Olympische Zomerspelen van 2012 in Londen eindigde de Australiër als achtste op de 200 meter rugslag.
In Barcelona nam Larkin deel aan de wereldkampioenschappen zwemmen 2013. Op dit toernooi werd hij uitgeschakeld in de series van de 200 meter rugslag.
Op de Gemenebestspelen 2014 in Glasgow veroverde de Australiër de gouden medaille op de 200 meter rugslag, daarnaast sleepte hij de zilveren medaille in de wacht op zowel de 50 als de 100 meter rugslag. Op de 4x100 meter wisselslag legde hij samen met Christian Sprenger, Jayden Hadler en James Magnussen beslag op de zilveren medaille. Tijdens de Pan-Pacifische kampioenschappen zwemmen 2014 in Gold Coast veroverde Larkin de bronzen medaille op de 200 meter rugslag, daarnaast eindigde hij als vierde op de 100 meter rugslag. Samen met Jake Packard, Tommaso D'Orsogna en Cameron McEvoy sleepte hij de bronzen medaille in de wacht op de 4x100 meter wisselslag. In Doha nam de Australiër deel aan de wereldkampioenschappen kortebaanzwemmen 2014. Op dit toernooi werd hij wereldkampioen op de 100 meter rugslag, daarnaast behaalde hij de bronzen medaille op de 200 meter rugslag en eindigde hij als vijfde op de 50 meter rugslag. Op de 4x100 meter wisselslag eindigde hij samen met Jake Packard, Tommaso D'Orsogna en Cameron McEvoy op de zesde plaats.
Op de wereldkampioenschappen zwemmen 2015 in Kazan veroverde Larkin de wereldtitel op zowel de 100 als de 200 meter rugslag, op de 50 meter rugslag eindigde hij op de vierde plaats. Samen met Jake Packard, Jayden Hadler en Cameron McEvoy sleepte hij de zilveren medaille in de wacht op de 4x100 meter wisselslag.
Tijdens de Olympische Zomerspelen van 2016 in Rio de Janeiro behaalde de Australiër de zilveren medaille op de 200 meter rugslag, daarnaast eindigde hij als vierde op de 100 meter rugslag. Op de 4x100 meter wisselslag legde hij samen met Jake Packard, David Morgan en Kyle Chalmers beslag op de bronzen medaille.

## Internationale toernooien
| Jaar | Olympische Spelen                                  | WK langebaan                                                     | WK kortebaan                                                        | PanPacs                                            | Gemenebestspelen                                              |
| ---- | -------------------------------------------------- | ---------------------------------------------------------------- | ------------------------------------------------------------------- | -------------------------------------------------- | ------------------------------------------------------------- |
| 2011 |                                                    | 23e 200m rugslag 34e 200m wisselslag 25e 400m wisselslag         |                                                                     |                                                    |                                                               |
| 2012 | 8e 200m rugslag                                    |                                                                  | geen deelname                                                       |                                                    |                                                               |
| 2013 |                                                    | 17e 200m rugslag                                                 |                                                                     |                                                    |                                                               |
| 2014 |                                                    |                                                                  | 5e 50m rugslag · 100m rugslag · 200m rugslag · 6e 4x100m wisselslag | 4e 100m rugslag · 200m rugslag · 4x100m wisselslag | 50m rugslag · 100m rugslag · 200m rugslag · 4x100m wisselslag |
| 2015 |                                                    | 4e 50m rugslag · 100m rugslag · 200m rugslag · 4x100m wisselslag |                                                                     |                                                    |                                                               |
| 2016 | 4e 100m rugslag · 200m rugslag · 4x100m wisselslag |                                                                  | 6-11 december                                                       |                                                    |                                                               |

## Persoonlijke records
Bijgewerkt tot en met 28 november 2015
Kortebaan
| Afstand         | Tijd       | Datum            | Plaats   |
| --------------- | ---------- | ---------------- | -------- |
| 50m rugslag     | 22,91      | 26 november 2015 | Sydney   |
| 100m rugslag    | 49,03      | 28 november 2015 | Sydney   |
| 200m rugslag    | WR 1.45,63 | 27 november 2015 | Sydney   |
| 200m wisselslag | 1.58,49    | 16 juli 2010     | Brisbane |
| 400m wisselslag | 4.11,84    | 15 juli 2010     | Brisbane |

Langebaan
| Afstand         | Tijd    | Datum            | Plaats   |
| --------------- | ------- | ---------------- | -------- |
| 50m rugslag     | 24,62   | 29 oktober 2015  | Tokio    |
| 100m rugslag    | 52,11   | 6 november 2015  | Dubai    |
| 200m rugslag    | 1.53,17 | 7 november 2015  | Dubai    |
| 200m wisselslag | 1.59,29 | 6 april 2014     | Brisbane |
| 400m wisselslag | 4.16,07 | 26 augustus 2010 | Kihei    |